# Celaya
20°31′35.026″N 100°48′58.979″V / 20.52639611°N 100.81638306°V
Celaya er en by i den mexicanske delstat Guanajuato. Folketællinger fra 2005 viser at der bor 310.413 indbyggere i byen.
- Wikimedia Commons har flere filer relateret til Celaya